# Joueur formé localement
 (novembre 2022).
Si vous disposez d'ouvrages ou d'articles de référence ou si vous connaissez des sites web de qualité traitant du thème abordé ici, merci de compléter l'article en donnant les références utiles à sa vérifiabilité et en les liant à la section « Notes et références ».
Joueur formé localement (JFL) est une mesure prise par la Ligue Nationale de Basket et appliquée pour la première fois pour la saison professionnelle de basket-ball 2010-2011.
Cette mesure vise en premier lieu à améliorer la compétitivité des joueurs ayant eu une licence joueur auprès d'un club de la Fédération française de basket-ball durant 4 ans durant la période allant de leurs 12 à leurs 21 ans.
Cette mesure s'applique de la manière suivante :
- 6 joueurs non-JFL maximum pour les clubs de Pro A,
- 4 joueurs non-JFL maximum pour les clubs de Pro B.

Historiquement, elle s'oppose aux jurisprudences précédentes dans le milieu du sport professionnel tels que l'arrêt Bosman.